# Proiecția Gauss-Kruger
Proiecția Gauss-Kruger (sau pe scurt Gauss) este o reprezentare plană a suprafeței unui elipsoid de rotație cum este planeta Pământ. A fost adoptată oficial în România din anul 1951, pentru lucrări geodezice, pentru hărțile topografice și alte tipuri de lucrări. În aceeași perioadă a fost adoptat și elipsoidul Krasovski 1940, orientat Pulkovo.

## Fuse în proiecția Gauss-Kruger
Reprezentarea plană a întregului elipsoid de rotație necesită în prealabil o divizare în fuse. Oricare fus se întinde de la Polul Nord la Polul Sud și este delimitat de două meridiane care poartă denumirea de meridiane marginale. Diferența de longitudine dintre meridianele marginale este de 6 sau 3 grade, de unde și mărimea fusului de 6 sau 3 grade.
Prin partea centrală a fiecărui fus trece meridianul marginal, care definește și poziția geografică a fusului.
Fiecare fus se reprezintă independent, având propriul sistem de axe de coordonate plane, stabilite astfel:
- originea sistemului xOy este intersecția meridianului axial cu ecuatorul;
- meridianul axial, reprezentat printr-un segment de dreaptă, se consideră axa Ox având sensul pozitiv spre Nord;
- arcul de ecuator din cadrul fusului se reprezintă tot printr-un segment de dreaptă, este considerat axa Oy cu sensul pozitiv spre Est.

## Localizarea României
România este localizată în fusul numărul 34, fus al cărui meridian axial este de 21 grade Est și în fusul 35, meridianul axial având valoarea de 27 grade Est.

## Condiții ale reprezentării plane
Reprezentarea plană în proiecția Gauss-Kruger are următoarele aspecte:
- este conformă;
- meridianul axial al fusului se reprezintă printr-un segment de dreaptă, este axă de simetrie și axa Ox, având sensul pozitiv spre Nord;
- în orice punct de pe meridianul axial deformațiile sunt nule (modulul de deformație liniară este egal cu unitatea).